# Tanytarsus rinihuensis
Tanytarsus rinihuensis är en tvåvingeart som beskrevs av Reiss 1972. Tanytarsus rinihuensis ingår i släktet Tanytarsus och familjen fjädermyggor. Inga underarter finns listade i Catalogue of Life.